# Stigmidium conspurcans
Stigmidium conspurcans är en lavart som först beskrevs av Thore M. Fries och som fick sitt nu gällande namn av Dagmar Triebel och Rolf Santesson. 
Stigmidium conspurcans ingår i släktet Stigmidium och familjen Mycosphaerellaceae. Arten är reproducerande i Sverige.